# 宁乡县第九高级中学
宁乡县第九高级中学，位于湖南省长沙市宁乡县大屯营乡，为宁乡县高级中学之一。

## 历史
1906年，中华民国教育家朱剑凡先生在大屯营乡建立了一所学校，只接收小学生和初中生。1949年，中华人民共和国宁乡县人民政府将学校收为国有。1969年，学校被更名为宁乡县第九高级中学，并且开始接收高中生。2011年7月10日，宁乡县第九高级中学举行百年一聚校友会。

## 著名教师
- 欧阳钦（黑龙江省省委书记）
- 周震麟（辛亥革命元勋）
- 朱剑凡（中华民国教育家）